# Duellmanohyla soralia
Espèce
Synonymes
- Hyla soralia Wilson & McCranie, 1985

Statut de conservation UICN

 EN B1ab(iii) : En danger
Duellmanohyla soralia est une espèce d'amphibiens de la famille des Hylidae.

## Répartition
Cette espèce se rencontre entre 40 et 1 570 m d'altitude, :
- dans le nord-ouest du Honduras dans les Sierras de Omoa et d'Espíritu Santo ;
- dans l'est du Guatemala dans la Sierra de Caral, de Merendón et d'Espíritu Santo.

## Publication originale
- Wilson & McCranie, 1985 : A New Species of Red-Eyed Hyla of the Uranochroa Group (Anura: Hylidae) from the Sierra de Omoa of Honduras. Herpetologica, vol. 41, no 2, p. 133-140.